# Semih Terzi
Semih Terzi († 15. oder 16. Juli 2016 in Ankara) war ein türkischer Brigadegeneral.

## Putschversuch
Mit ca. 20 bis 30 Soldaten versuchte er während des Putschversuchs in der Türkei 2016 das Hauptquartier der Sondereinsatzkräfte der Armee zu besetzen, woraufhin er vom diensthabenden Hauptfeldwebel, Ömer Halisdemir, erschossen wurde.
Nach einem türkischen Militäreinsatz am 24. August auf syrischem Gebiet sagte ein Informant aus türkischen Regierungskreisen, im Vorfeld des Putsches sei Terzi aktiv daran beteiligt gewesen, einen solchen Militäreinsatz der Türkei in Syrien gegen den IS zu verhindern, indem er und andere Offiziere der politischen Führung wiederholt mitteilten, dass die Armee nicht die Kapazitäten habe, um eine solche Operation durchzuführen.